# Christine Lechner
Christine Lechner (Salzburg, Àustria, 27 d'octubre de 1960) és una arquitecta austríaca.

## Biografia

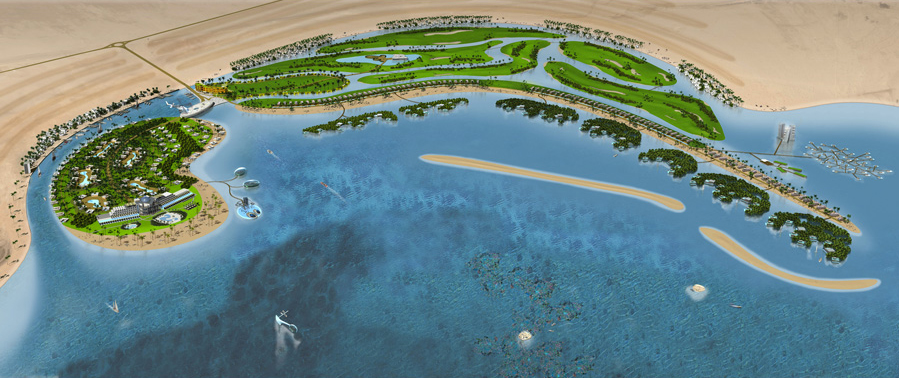
Lechner-Lechner-Schallhammer: Projecte a Abu Dhabi, VAE.

Christine Lechner va estudiar de 1979 fins a 1984 arquitectura d'interior, després arquitectura en Linz, Àustria a la Universitat d'Elements Constructius de Friedrich Goffitzer. Christine Lechner va acabar amb el seu estudi en 1990 en Linz amb el grau acadèmic de Magistra artium et architecturae. Durant el seu estudi, Christine va treballar en diferents oficines, fins que en 1982 va fundar a Salzburg, amb el seu col·lega universitari Horst Lechner, una oficina d'arquitectura (Lechner & Lechner). Des de l'any 2000 ha col·laborat amb Johannes Schallhammer en alguns projectes.
Al mateix temps van realitzar i van dissenyar projectes tant en Àustria com a Alemanya. De 1996 fins a 1997 van dissenyar projectes a Corea del Sud, del 2006 fins al 2009 van fundar al costat de Johannes Schallhammer el grup Team Lechner Lechner Schallhammer i van dissenyar projectes d'Hotels en Dubái i Abu Dhabi, en els Emirats Àrabs Units. Christine Lechner estava provisionalment a la Universitat Noruega de Ciència i Tecnologia en Trondheim com convidada de l'Acadèmia Internacional d'Estiu a Salzburg i l'ETH de Zürich on va treballar com a crítica de visita.
Un altre projecte realitzat amb Horst Lechner va ser la casa, actualment habitada, Atelierhaus Lechner. Aquesta va guanyar en el 2010 el premi d'arquitectura de Salzburg (Salzburger Architekturpreis). En el 2012 és part del jurat del Premi d'Arquitectura de Salzburg.
Christine Lechner està casada des de 1987 amb el seu col·lega universitari, l'arquitecte Horst Lechner.

## Projectes realitzats a Àustria (Selecció)

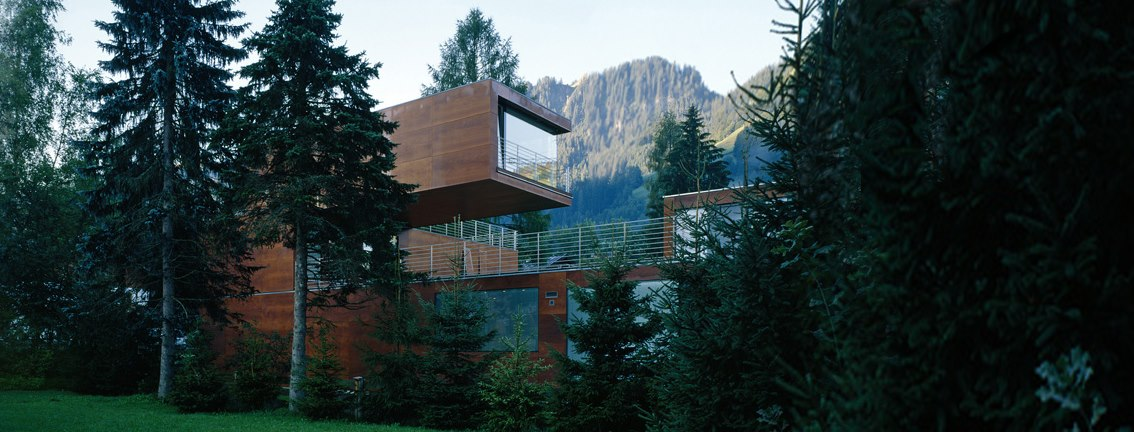
Casa en Kitzbühel, Àustria.

- Casa de l'Atri en Kuchl – fusta purista (1993).
- Els mobles en el paisatge (“Möbel in der Landschaft”) – edifici de tres pisos de fusta en el Rif (1999).
- “Over the roofs” a Salzburg (2005).
- Construcció Alpine en Kitzbühel (2005).
- Asil Hellbrunn a Salzburg (2007, Convenció Lechner Lechner Schallhammer).
- Casa d'Atenció a Salzburg (2010, Convenció Lechner Lechner Schallhammer).
- Complex residencial del carrer Aglassinger a Salzburg (2010, Convenció Lechner Lechner Schallhammer).
- Casa i taller Lechner (2011).

## Condecoracions
- Premi de l'arquitectura de Salzburg "Architekturpreis donis Landes Salzburg" 2010[3][4]
- Premi de l'arquitectura 2008 del “Reineres Sriftung”
- 2 Premis de l'energia, Salzburg 2004.
- Premi de l'arquitectura de Salzburg (Reconeixement) 2000.
- Premi de l'arquitectura 2000/2001 del “Regnis Stiftung”, construcció amb fusta, construcció per al futur.
- Condecoració “Haus der Zukunft” (casa del futur), en la categoria del concurs “Premi extraordinari del treball pioner en edificis residencials, d'oficines comercials i d'un altre tipus a Àustria" pel Ministeri Federal de Transport, Innovació i Tecnologia, 2000.
- Condecoració en el concurs de l'arquitectura "Architektur & Solarenergie“ (arquitectura i energia solar) de la companyia alemanya de l'energia solar, en el 2000.
- Korea Institute of Industrial Design 1995 Certificate of Appreciation of the international cooperation project for development of industrial design and packaging technique.

## Conferències
- Universitat Noruega de Ciència i Tecnologia / Trondheim (Noruega).
- Convidada com a crítica en el Departament d'Urbanisme ETH de Zuric (Suïssa).
- Convidada com a crítica en l'Acadèmia Internacional d'Estiu a Salzburg (Àustria).
- Universitat d'Innsbruck (Àustria).
- Universitat Tècnica de Viena (Technische Universität Wien) (Àustria)[4]
- Turn on Architecture Festival, ORF de Viena (Àustria)[5]
- Autosuficiència d'energia en oficines i edificis residencials, Arquitectura iniciativa (Àustria)[6]